# Dinámica holomorfa
La dinámica holomorfa estudia los sistemas dinámicos definidos por la iteración de funciones en espacios de números complejos. La dinámica analítica compleja es el estudio de las dinámicas para funciones específicamente analíticas.

## Dinámica holomorfa de una sola variable
Con el fin de establecer las propiedades relativas a la familia de funciones {\displaystyle (f^{\circ n})_{n\in \mathbb {N} }}iteradas de la función
holomorfa {\displaystyle f} definida sobre una superficie de Riemann (es decir, una variedad compleja de dimensión uno), se apoya sobre los resultados del análisis complejo 
(principio del máximo, teorema de los residuos, teorema de Montel, teoría de funciones equivalentes...), de la topología general, de la geometría compleja (teorema de la aplicación conforme y teorema de uniformización de Riemann, hyperbolicidad, teoría de aplicaciones y la dinámica general.
La dualidad familia normal/comportamiento inestable que separa el plan dinámico en dos sub-conjuntos localmente discreminados es uno de los hechos importantes.
Esta dualidad aparece gracias a la clasificación de los puntos periódicos de la función {\displaystyle f}, es decir, los puntos {\displaystyle z} del dominio de definición para los que existe un {\displaystyle p} tal que {\displaystyle f^{\circ p}(z)=z}.

## Partes
- Dinámica holomorfa ( dinámica de funciones holomorfas)[1]
  - en una variable compleja
  - en varias variables complejas

- Dinámica conformal une la dinámica holomorfa en una variable compleja con dinámica diferenciable en una variable real.

### Introducción a losconjuntos de Julia
Tomemos {\displaystyle p(z)} un polinomio con una variable compleja {\displaystyle z}, es una función holomorfa de {\displaystyle \mathbb {C} } (el conjunto de números complejos). Para cada punto de partida {\displaystyle z_{0}} en el conjunto de números complejos se construye la serie {\displaystyle (z_{n})_{n}} de iteraciones definidas por la fórmula de recurrencia :
{\displaystyle z_{n+1}=p(z_{n})}.
Una pregunta natural que surge, es sobre la convergencia de la sucesión {\displaystyle (z_{n})_{n}}, y más generalmente de su comportamiento (periódico, tendiendo al infinito, etc.).
Se puede esprear, justamente que el comportamineto de la sucesión dependa de su valor inicial {\displaystyle z_{0}}.
Por ejemplo, es fácil ver que para el polinomio {\displaystyle p(z)=z^{2}}, si se toma un valor inicial {\displaystyle z_{0}} tal que {\displaystyle |z_{0}|>1}, la serie {\displaystyle (z_{n})_{n}}, definida por la recurrencia {\displaystyle z_{n+1}=p(z_{n})=(z_{n})^{2}} tiende al infinito (es decir, {\displaystyle \lim _{n\rightarrow \infty }|z_{n}|=\infty }. De manera más general, se puede mostrar que para todo polinomio {\displaystyle p}, existe un {\displaystyle R} tal que si {\displaystyle |z_{0}|>R}, la serie de las iteraciones de {\displaystyle p} de {\displaystyle z_{0}} tiende al infinito.

#### Otros ejemplos
Otro ejemplo de conjunto de Julia es el del polinomio {\displaystyle z^{2}-2} : es el intervalo {\displaystyle [-2,2]}.
La mayoría de las veces los conjuntos de Julia no son variedades diferenciuales como lo muestran estos ejemplos:
- el coliflor, conjunto de Julia del polinomio {\displaystyle z^{2}+z},
- los conejos de Douady, cuyo polinomio cuadrático {\displaystyle z^{2}+0.123+0.754i} sirve como ejemplo,
- el dentrito ({\displaystyle z^{2}+i}).

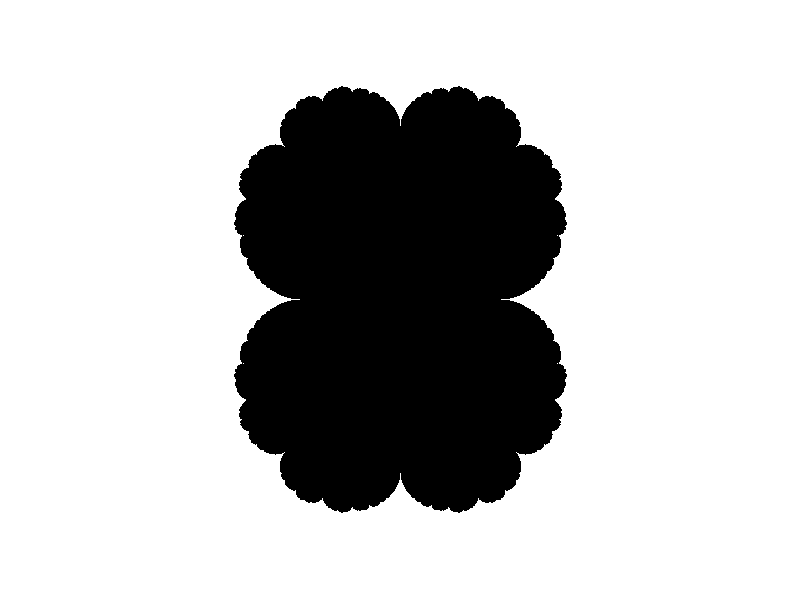
Conjunto de Julia de {\displaystyle z^{2}+z},
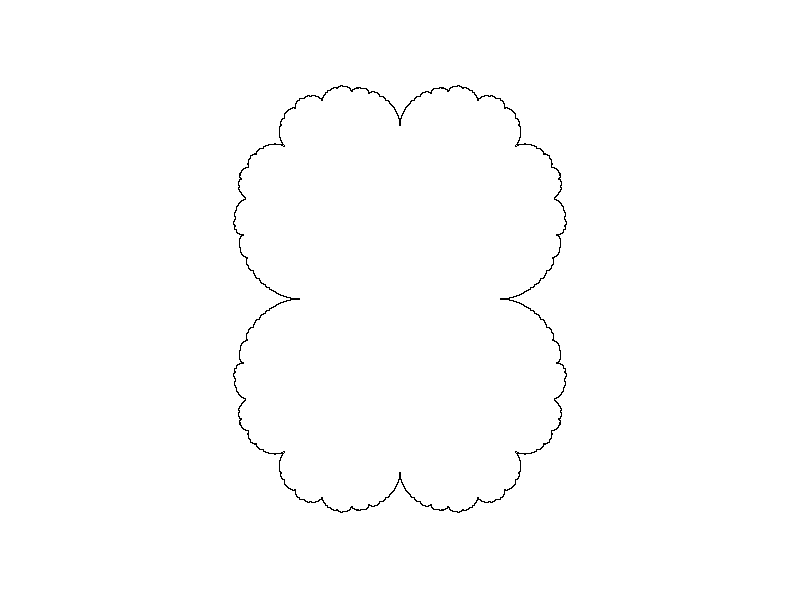
Coliflor.
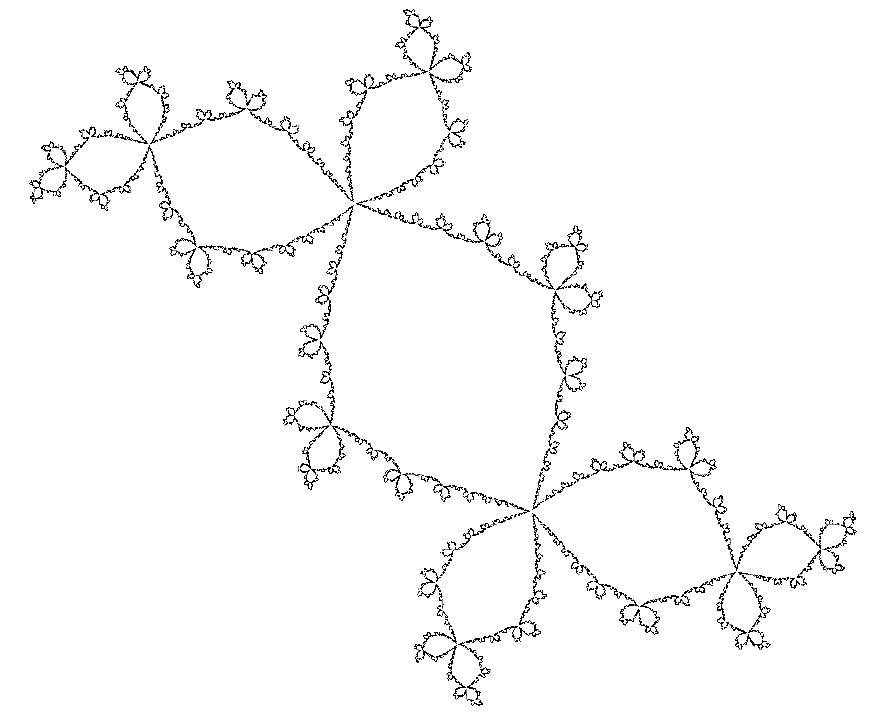
Un ejemplo de conejo de Douady (para {\displaystyle z^{2}+0.123+0.754i}).
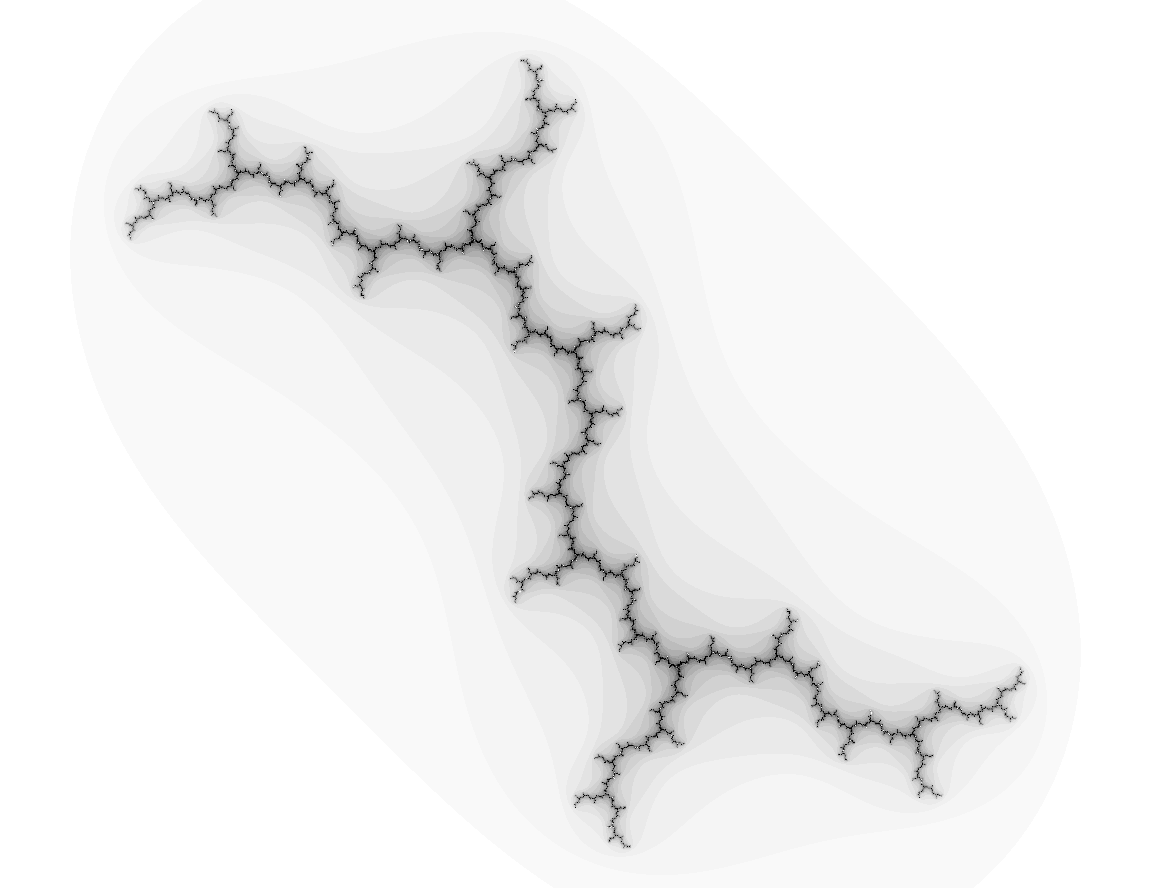
El dendrito de {\displaystyle z^{2}+i}.
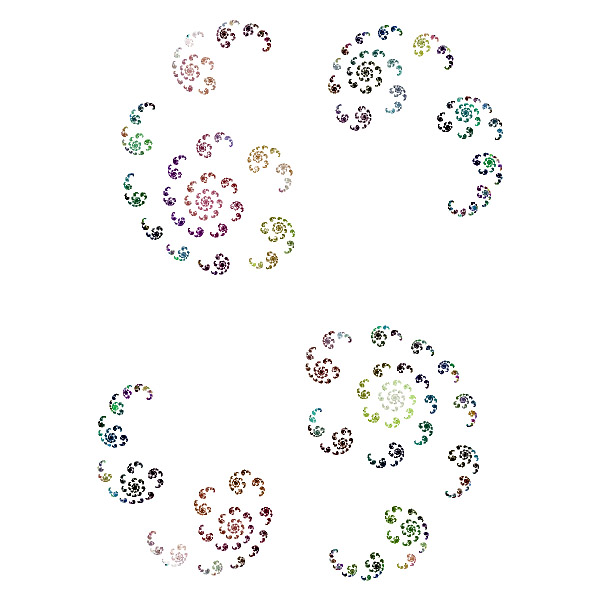
Poussière de Cantor (polinomio cuadrático)